# Kalmar (kraj)
Kraj Kalmar je kraj v jižním Švédsku. Sousedí s kraji Kronoberg, Jönköping, Blekinge a Östergötland. Východně se nachází Baltské moře a ostrov Gotland.
Kalmar pokrývá východní část historické provincie Småland a celý ostrov Öland. Kraj vznikl v roce 1672, kdy se oddělil od kraje Kronoberg.

## Správní rozdělení
Obce (kommun) na pevnině:
- Emmaboda
- Hultsfred
- Högsby
- Kalmar
- Mönsterås
- Nybro
- Oskarshamn
- Torsås
- Vimmerby
- Västervik

Obce (kommun) na Ölandu:
- Borgholm
- Mörbylånga